# Agama lucyae
Espèce
Agama lucyae est une espèce de sauriens de la famille des Agamidae.

## Répartition
Cette espèce est endémique d'Éthiopie. Elle se rencontre dans les environs de Sodo vers 1 300 m d'altitude.

## Description
Les mâles mesurent jusqu'à 53,5 mm et les femelles jusqu'à 58,5 mm.

## Étymologie
Cette espèce est nommée en référence à l'australopithèque Lucy.

## Publication originale
- Wagner & Bauer, 2011 : A new dwarf Agama (Sauria: Agamidae) from Ethiopia. Breviora, no 527, p. 1-19 (texte intégral).